# 盐业银行旧址 (天津)
盐业银行旧址，建于1928年，当时为盐业银行的总部大楼，坐落于当时天津法租界的水师营路（Rue de L'Amiraute）（今和平区赤峰道12号），该建筑目前为中国工商银行天津分行营业部。目前，盐业银行旧址被中华人民共和国国务院批准为全国重点文物保护单位，被天津市人民政府批准为特殊保护等级历史风貌建筑。

## 历史

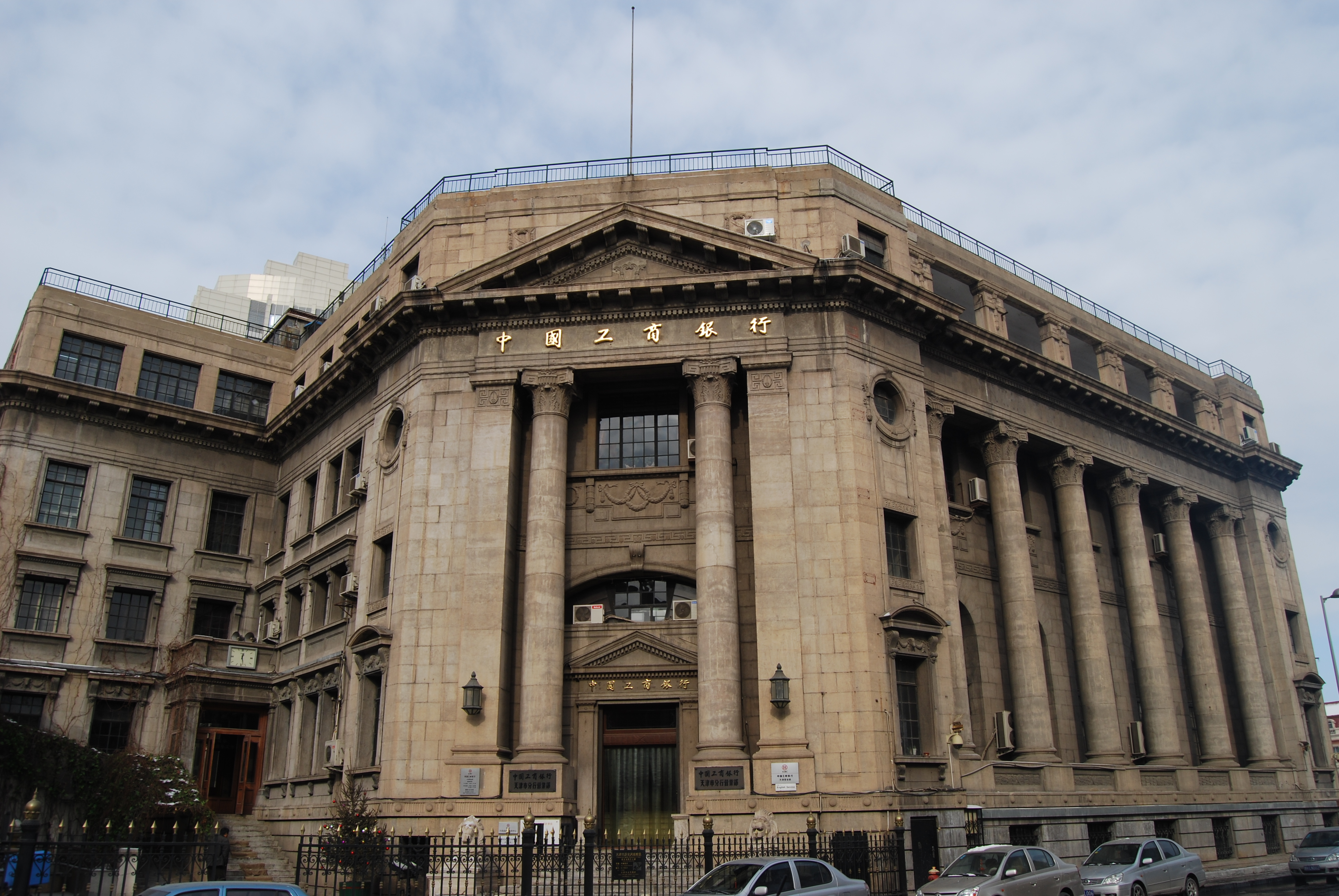
盐业银行

盐业银行旧址大楼是1925年由中国著名设计师沈理源设计。1928年8月开始使用，盐业银行为袁世凯亲自批建的商业银行，也是中国早期自办的商业银行，加之北洋、民国时期大批军政首脑入股，导致该银行实力居“北四行（盐业银行、金城银行、中南银行、大陆银行的联合经营组织）”之首。历史上，盐业银行曾有众多政、经界要员在此任职。2004年，天津盐业银行旧址大楼被公布为划定保护范围及建设控制地带，保护范围为建筑本身及散水、台阶投影范围。2008年5、6月份，由于津湾广场的修建，一些施工单位在天津盐业银行旧址的保护范围和建设控制地带内进行施工并拆除附属文物建筑。其中，位于盐业银行大楼建设控制地带内的铸铁围栏、灯柱等附属文物以及原农机公司大楼被整体拆除。经中华人民共和国国家文物局向天津市人民政府办公厅发《关于请督促处理全国重点文物保护单位盐业银行旧址遭破坏事件的函》之后，施工被叫停。 该旧址现在是中国工商银行天津分行营业部。

## 建筑特点
盐业银行大楼占地面积约800平方米，为钢筋混凝土砖混结构建筑，设有地下室。建筑外部面阔七间，外立面以红砖墙为主调，两边尽端略用块石饰壁柱来装饰，壁柱柱头装饰有雕饰。外部中间5间用二层高的爱奥尼柱式，柱子上方作檐壁、檐头。建筑三层窗头用三角形山花装饰，最上端设有花瓶栏杆式女儿墙。其余三面装饰简单，红墙局部用白色腰檐和白色窗套装饰。门窗洞口较大，一层为弧形拱券，二、三层为方窗。整体建筑平面为近似矩形，入口两侧采用爱奥尼克式巨柱支撑的空廊，檐部阁楼使用方柱，上下呼应，为罗马古典复兴的建筑风格。建筑入口门廊采用希腊山门手法，由山花、倚柱、台基等装饰物组成。内廊柱为罗马科林新式柱式。一层为科林斯柱廊的八角形大营业厅，大厅内部顶棚用黄金等材料构成“蓝天飞凤满天星”图案。窗户上的彩绘刻画的是由比利时彩色玻璃拼成的“盐滩晒盐”画面，图案精美并呼应了盐业主题。大厅内部的地面、廊柱、营业台都由大理石砌成。

### 建筑创新
盐业银行大楼的设计师沈理源专长于古典风格的建筑形式，他在设计中将自己的创新精神带入了古典建筑盐业银行的设计中，沈理源先生在古典形式中融入了中国传统的装饰手法，对中西建筑文化的融合进行了探新尝试。他把建筑立面的罗马混合柱式（爱奥尼克和科林斯柱式的组合）进行了巧妙的演化，还将室内的线脚、墙壁、檐口、内柱廊、藻井等装饰细节融合中式的建筑风格。此外，室内的家具、灯具等室内陈设还受到艺术运动的影响。